# 3352 McAuliffe
A 3352 McAuliffe (ideiglenes jelöléssel 1981 CW) egy földközeli kisbolygó. Norman G. Thomas fedezte fel 1981. február 6-án. Nevét Christa McAuliffe tanárnőről kapta, aki a Tanár az űrben program keretében repült volna az űrbe, Challenger-katasztrófa civil áldozataként hunyt el.